# Черногорски език
Черногорският език, съгласно конституцията на Черна гора, е официален език в Черна гора и е резултат на нормирането в стандартен език на един от т.нар. новощокавски диалекти в сърбохърватския – зетско-южносанджакски говор.
По време на последното преброяване на населението в Черна гора – през 2003 г., 22% от населението (т.е. повече от 100 хиляди души) са се идентифицирали като черногорци въз основа на майчиния си език, докато 60% казват, че говорят сръбски. Черногорският език е приет с конституцията на Черна гора на 19 октомври 2007 г., когато става и официален език на страната.
Езиковедите са по-склонни да приемат езика на Черна гора като диалект на сръбския, а и повечето от гражданите на Черна гора разбират книжовен сръбски. Според някои нови изследвания, делът на тези които вярват, че в Черна гора се говори отделен от сръбския език, се е повишил до 38%.
Съгласно конституцията, кирилската и латинска ортография са равноправни. Официално се използват също сръбски, босненски, албански и хърватски езици.